# Glumina (Zvornik)
Pour les articles homonymes, voir Glumina.
Glumina (en serbe cyrillique : Глумина) est un village de Bosnie-Herzégovine. Il est situé dans la municipalité de Zvornik et dans la république serbe de Bosnie. Selon les premiers résultats du recensement bosnien de 2013, il compte 1 268 habitants.

## Démographie

### Évolution historique de la population dans la localité
| 1948 | 1953 | 1961  | 1971  | 1981  | 1991  | 2013  |
| ---- | ---- | ----- | ----- | ----- | ----- | ----- |
| -    | -    | 1 376 | 1 979 | 1 913 | 2 399 | 1 268 |

|  |

### Communauté locale
En 1991, la communauté locale de Glumina comptait 3 176 habitants, répartis de la manière suivante :